# Bruine knoopzwam
De bruine knoopzwam (Ascocoryne solitaria, synoniem: Ascocoryne solitaria) is een schimmel behorend tot de familie Helotiaceae. Hij leeft saprotroof op dood hout van elzen (Alnus), berken (Betula) en Juniperus.

## Verspreiding
In Nederland komt hij vrij zeldzaam voor. Hij is niet bedreigd en staat niet op de rode lijst.